# Direct Line International Championships 2000
Direct Line International Championships 2000 — жіночий тенісний турнір, що проходив на відкритих кортах з трав'яним покриттям Eastbourne Tennis Centre в Істборні (Велика Британія). Належав до турнірів 2-ї категорії в рамках Туру WTA 2000. Тривав з 19 до 24 червня 2000 року. Шоста сіяна Жюлі Алар-Декюжі здобула титул в одиночному розряді.

## Фінальна частина

### Одиночний розряд
Жюлі Алар-Декюжі —  Домінік Ван Рост 7–6(7–4), 6–4
- Для Алар-Декюжі це був 1-й титул в одиночному розряді за сезон і 11-й — за кар'єру.[1]

### Парний розряд
Ай Суґіяма /  Наталі Тозья —  Ліза Реймонд /  Ренне Стаббс 2–6, 6–3, 7–6(7–3)
- Для Суґіями це був 3-й титул у парному розряді за сезон і 13-й — за кар'єру.[2] Для Тозья це був перший титул в парному розряді за сезон і 20-й — за кар'єру.[3]